# Elektorskollegiet i amerikanska presidentval
.

Elektorskollegiet

Elektorskollegiet (engelska: U. S. Electoral College) är en folkvald församling i USA vars enda uppgift är att välja USA:s president och USA:s vicepresident.
Kollegiet skall enligt de ursprungliga reglerna bestå av lika många ledamöter som det finns ledamöter i det federala representanthuset och den federala senaten tillsammans, vilket betyder att varje delstat har åtminstone 3 elektorer. Efter en ändring i den amerikanska konstitutionen har dessutom District of Columbia lika många elektorer som det skulle ha haft om det vore delstat, dock aldrig mer än vad den minsta delstaten har, vilket hitintills har varit 3. Från det amerikanska presidentvalet 1960 hade kollegiet 535 medlemmar, sedermera 538 från valet 1968. Fördelningen av antalet elektorer och kongressledamöter justeras var 10:e år på grundval av den amerikanska folkräkningen (Census). Den senaste folkräkningen genomfördes år 2020, och den nästa genomförs år 2030, och kommer att påverka elektorsrösterna från och med 2032 års presidentval.
Medlemmarna i kollegiet kan teoretiskt rösta som de själva önskar, men enligt konstitutionell praxis är de bundna av vilken kandidat de på förhand förbundit sig att rösta för. En elektor som röstar på en annan kandidat eller lägger ned sin röst kallas trolös elektor.
Den kandidat som får flest röster (kallat "first past the post" i Storbritannien, men "winner takes all" i USA) i en delstat får normalt samtliga delstatens elektorsröster. Undantag från denna regel är Maine och Nebraska, där delstatlig lag stadgar att elektorsrösterna fördelas efter county respektive kongressdistrikt. En sådan fördelning har inträffat i valet 2008, då en av de fem elektorerna från Nebraska röstade på Barack Obama, i valet 2016 då en av de fyra elektorerna från Maine röstade på Donald Trump, samt i valet 2020 samt valet 2024, då en av Maines elektorer röstade på Donald Trump och en av Nebraskas elektorer röstade på Joe Biden respektive Kamala Harris.

## Debatt om elektorssystemet
Elektorssystemet utstår från tid till annan kritik för att det tillåter att den kandidat som får flest folkliga röster i hela landet ändå kan förlora valet (vilket senast hände i presidentvalet 2016).
Totalt har det skett vid fem presidentval: 1824, 1876, 1888, 2000 och 2016. Vid dessa tillfällen var den som blev president inte den kandidat som fick flest röster i the popular vote, alltså flest antal faktiska röster från folket.